# Liste der Eisenbahnstrecken in Tschechien
Die Liste der Eisenbahnstrecken in Tschechien führt alle Eisenbahnen des öffentlichen Verkehrs auf, die auf dem Territorium der 1993 gegründeten Tschechischen Republik verlaufen. Enthalten sind auch alle stillgelegten und abgebauten Strecken.

## Legende
Die in der Tabelle verwendeten Spalten listen die im Folgenden erläuterten Informationen auf:
- Strecke: Name der Strecke (von–nach), historische Strecken sind mit ihrem letzten Namen eingeordnet
- km: Betriebslänge in Kilometer zwischen Anfangs- und Endbahnhof
- Eröffnungen: Aufgeführt sind die offiziellen Eröffnungsdaten, an denen der öffentliche Verkehr begann.
- Stilllegungen: Aufgeführt sind die offiziellen Stilllegungsdaten.
- In Betrieb: In Betrieb befindliche Streckenabschnitte (Stand 1. Januar 2013)
- EIU: Eisenbahninfrastrukturunternehmen (Stand 1. Januar 2013)
- Anmerkungen: Sonstige Anmerkungen zu den Strecken
- Grau unterlegte Strecken sind als Hauptbahn („celostátní dráha“) klassifiziert (Stand 10. November 2017[1])

## Normalspurige Strecken

### Haupt- und Nebenbahnen
| Strecke (von–nach)                                         | km    | Eröffnungen | Stilllegungen | In Betrieb                                                       | EIU        | Anmerkungen |
| ---------------------------------------------------------- | ----- | --- | --- | ---------------------------------------------------------------- | ---------- | --- |
| Aš–Hranice v Čechách (Landesgrenze)                        | 015,8 | Aš–Hranice v Čechách: 27. Juli 1885 Hranice v Čechách–Staatsgrenze: 17. September 1906 | Hranice v Čechách–Staatsgrenze: 1945 | Aš–Hranice v Čechách                                             | SŽDC       | |
| Bad Brambach (Gr)–Cheb                                     | 023,0 | Herlasgrün–Cheb: 1. November 1865 | – | Bad Brambach (Gr)–Cheb                                           | SŽDC       | |
| Bakov nad Jizerou–Rumburk (Gr)                             | 097,6 | Bakov–Česká Lípa: 14. November 1867 Česká Lípa–Rumburk: 16. Januar 1869 Rumburk–Ebersbach: 1. November 1873 | – | Bakov nad Jizerou–Rumburk (Gr)                                   | SŽDC       | Rumburk–Ebersbach seit 2010 ohne Verkehr |
| odb. Bečva–Velké Karlovice                                 | 027,3 | Vsetín–Velké Karlovice: 21. Dezember 1908 | – | odb. Bečva–Velké Karlovice                                       | SŽDC       | |
| Benešov u Prahy–Dolní Kralovice                            | 046,8 | Benešov u Prahy–Vlašim: 15. Dezember 1895 Vlašim–Dolní Kralovice: 11. Oktober 1902 | Trhový Štěpánov–Dolní Kralovice: 1975 | Benešov u Prahy–Trhový Štěpánov                                  | SŽDC       | |
| Benešov nad Ploučnicí–Česká Lípa hlavní nádraží            | 020,2 | Benešov nad Ploučnicí–Česká Lípa: 14. Juli 1872 | – | Benešov nad Ploučnicí–Česká Lípa hlavní nádraží                  | SŽDC       | |
| Bernartice u Javorníka–Javorník ve Slezsku                 | 005,1 | Bernartice u Javorníka–Javorník ve Slezsku: 6. August 1896 | – | Bernartice u Javorníka–Javorník ve Slezsku                       | SŽDC       | |
| Beroun–Rakovník                                            | 042,3 | Beroun–Rakovník: 30. April 1876 | – | Beroun–Rakovník                                                  | SŽDC       | ehemals Hauptbahn |
| Beroun-Závodí–Rudná u Prahy                                | 015,5 | Beroun-Závodí–Rudná u Prahy: 18. Dezember 1897 | – | Beroun-Závodí–Rudná u Prahy                                      | SŽDC       | ehemals Hauptbahn |
| Blatná–Nepomuk                                             | 024,6 | Blatná–Nepomuk: 11. Juni 1899 | – | Blatná–Nepomuk                                                   | SŽDC       | |
| Boří les–Lednice                                           | 009,3 | Boří les–Lednice: 17. November 1901 | – | Boří les–Lednice                                                 | SŽDC       | |
| Bošice–Kouřim                                              | 002,8 | Bošice–Kouřim: 15. Februar 1882 | – | Bošice–Kouřim                                                    | SŽDC       | |
| Bošice–Svojšice                                            | 002,3 | Bošice–Svojšice: 15. Februar 1882 | Bošice–Svojšice: 1926 | –                                                                | –          | nur Güterverkehr |
| Brandýs nad Labem–Neratovice                               | 014,4 | Brandýs nad Labem–Neratovice: 15. Juli 1899 | – | Brandýs nad Labem–Neratovice                                     | SŽDC       | |
| Břeclav–Brno hlavní nádraží                                | 060,3 | Břeclav–Brno: 7. Juli 1839 | – | Břeclav–Brno hlavní nádraží                                      | SŽDC       | |
| Břeclav–Hrušovany nad Jevišovkou                           | 043,1 | Břeclav–Hrušovany nad Jevišovkou: 30. Dezember 1872 | – | Břeclav–Hrušovany nad Jevišovkou                                 | SŽDC       | ehemals Hauptbahn |
| Břeclav–Lanžhot (Gr)                                       | 011,4 | Břeclav–Lanžhot (Gr): 8. September 1900 Břeclav–Lanžhot: 1925 (Neutrassierung) | – | Břeclav–Lanžhot (Gr)                                             | SŽDC       | |
| Břeclav (Gr)–Petrovice u Karviné (Gr)                      | 214,5 | Deutsch Wagram–Staré Město: 1. Mai 1841 Staré Město–Přerov: 1. September 1842 Přerov–Bohumín: 11. April 1847 Bohumín–Czechowice: 17. Dezember 1855 | – | Břeclav (Gr)–Petrovice u Karviné (Gr)                            | SŽDC       | |
| Březnice–Strakonice                                        | 049,1 | Březnice–Strakonice: 11. Juni 1899 | – | Březnice–Strakonice                                              | SŽDC       | |
| Březno u Chomutova–Kadaň-Prunéřov                          | 010,8 | Březno–Kadaň-Prunéřov: 9. November 1871 | Březno–Kadaň-Prunéřov: 1961 | –                                                                | –          | |
| Brno-Černovice–Lišeň                                       | 006,4 | Brno-Černovice–Lišeň: 16. Juli 1905 | Brno-Černovice–Lišeň: 1942 (Umbau zur Straßenbahn)                                                                                                   | –                                                                | –          | heute Teil der Straßenbahn Brünn |
| odb. Brno-Židenice–Havlíčkův Brod                          | 118,4 | Brno-Židenice–Havlíčkův Brod: 20. Dezember 1953 | – | odb. Brno-Židenice–Havlíčkův Brod                                | SŽDC       | |
| Brno dolní nádraží–Česká Třebová                           | 090,1 | Brno–Česká Třebová: 1. Januar 1849 | Brno dolní nádraží–Brno hlavní nádraží: ? | Brno hlavní nádraží–Česká Třebová                                | SŽDC       | |
| Brno dolní nádraží–Tišnov                                  | 0     | Brno–Tišnov: 2. Juli 1885 | Brno–Královo Pole–Řečkovice: 23. Mai 1952 Řečkovice–Kuřim: 9. Dezember 1953 Kuřim–Tišnov: 20. Dezember 1953 Husovice-Brno–Královo Pole: 27. Mai 1962 | –                                                                | –          | Ersatz durch Neubautrasse Brno–Havlíčkův Brod                                                                                               |
| Brno dolní nádraží–Brno-Židenice                           | 003,3 | Brno dolní nádraží–Brno-Židenice: 10. Oktober 1887 | – | Brno dolní nádraží–Brno-Židenice                                 | SŽDC       | |
| Brno dolní nádraží–Vlárský průsmyk                         | 163,5 | Kunovice–Uherský Brod: 1. April 1883 Kyjov–Bzenec: 20. Juli 1884 Bzenec–Kunovice: 4. Juni 1887 Brno–Kyjov: 10. Oktober 1887 Uherský Brod–Vlárský průsmyk: 28. Oktober 1888                                                                            | – | Brno dolní nádraží–Odb. Černovice Odb. Slatinská–Vlárský průsmyk | SŽDC       | Hauptbahn nur noch Brno–Veselí nad Moravou                                                                                                  |
| Brno hlavní nádraží–Brno-Černovice                         | 006,2 | Brno hlavní nádraží–Brno-Černovice: 15. Mai 1927 | – | Brno hlavní nádraží–Brno-Černovice                               | SŽDC       | |
| Brno hlavní nádraží–Přerov                                 | 090,1 | Brno–Přerov: 30. August 1869 | – | Brno hlavní nádraží–Přerov                                       | SŽDC       | |
| Bruntál–Malá Morávka                                       | 017,2 | Bruntál–Malá Morávka: 31. Mai 1901 | – | Bruntál–Malá Morávka                                             | SŽDC       | ohne Verkehr |
| Bylnice–Vsetín                                             | 043,8 | Bylnice–Vsetín: 21. Oktober 1928 | – | Bylnice–Vsetín                                                   | SŽDC       | Hauptbahn nur noch Horní Lideč–Vsetín |
| Čadca (Gr)–Bohumín                                         | 062,1 | Český Těšín–Bohumín: 1. Februar 1869 Žilina–Český Těšín: 8. Januar 1871 | – | Čadca (Gr)–Bohumín                                               | SŽDC       | |
| Čáslav místní nádraží–Močovice                             | 004,2 | Čáslav–Močovice: 30. Oktober 1882 | Čáslav–Močovice: 1965 | –                                                                | –          | nur Güterverkehr, Teilstrecke als Anschlussbahn weiter in Betrieb                                                                           |
| Čáslav místní nádraží–Třemošnice                           | 016,9 | Čáslav–Žleby: 6. Januar 1881 Žleby–Třemošnice: 15. Februar 1882 | – | Čáslav místní nádraží–Třemošnice                                 | SŽDC       | |
| Častolovice–Solnice                                        | 015,3 | Častolovice–Solnice: 26. Oktober 1893 | – | Častolovice–Solnice                                              | SŽDC       | |
| odb. Čejč–Ždánice                                          | 025,2 | Čejč–Ždánice: 15. September 1908 | Uhřice u Kyjova–Ždánice: 10. Oktober 2006 | odb. Čejč–Uhřice u Kyjova                                        | SŽDC       | Reiseverkehr 1998 eingestellt |
| Čelákovice–Brandýs nad Labem                               | 007,5 | Čelákovice–Brandýs nad Labem: 11. Januar 1883 | – | Čelákovice–Brandýs nad Labem                                     | SŽDC       | |
| Čelákovice–Mochov                                          | 003,8 | Čelákovice–Mochov: 11. Januar 1883 | – | Čelákovice–Mochov                                                | KŽC        | Reiseverkehr 2006 eingestellt, jedoch von April 2018 bis Oktober 2021 wieder in Betrieb.                                                    |
| Čerčany–odb. Skochovice                                    | 034,8 | Čerčany–Krhanice: 8. Januar 1897 Krhanice–Jílové u Prahy: 22. September 1897 Jílové u Prahy–odb. Skochovice: 1. Mai 1900 | – | Čerčany–odb. Skochovice                                          | SŽDC       | |
| Červenka–Litovel                                           | 002,5 | Červenka–Litovel: 10. Juli 1886 | – | Červenka–Litovel                                                 | SŽDC       | ehemals Hauptbahn |
| Česká Kamenice–Kamenický Šenov                             | 004,4 | Česká Kamenice–Kamenický Šenov: 10. Februar 1886 | – | Česká Kamenice–Kamenický Šenov                                   | KŽC        | Museumsbahn; Reiseverkehr 1979 eingestellt                                                                                                  |
| Česká Třebová–Olomouc                                      | 086,6 | Česká Třebová–Olomouc: 1. September 1845 | – | Česká Třebová–Olomouc                                            | SŽDC       | |
| Česká Třebová–Praha Masarykovo nádraží                     | 163,6 | Česká Třebová–Praha: 1. September 1845 | – | Česká Třebová–Praha Masarykovo nádraží                           | SŽDC       | |
| České Budějovice–Plzeň hlavní nádraží                      | 136,0 | České Budějovice–Plzeň: 1. September 1868 | – | České Budějovice–Plzeň hlavní nádraží                            | SŽDC       | |
| České Budějovice–Veselí nad Lužnicí                        | 037,7 | České Budějovice–Veselí: 8. Juni 1874 | – | České Budějovice–Veselí nad Lužnicí                              | SŽDC       | |
| Český Těšín–vyh. Polanka nad Odrou                         | 039,7 | Prostřední Suchá–Ostrava-Kunčice: 15. November 1911 Český Těšín–Prostřední Suchá: 1. September 1914 Ostrava-Kunčice–Polanka: 22. Dezember 1964 | Marklowice–Albrechtice: 1930 | odb. Chotěbuz–vyh. Polanka nad Odrou                             | SŽDC       | |
| Chałupki (Landesgrenze)–Bohumín                            | 003,7 | Chałupki–Bohumín: 1. September 1848 | – | Chałupki (Landesgrenze)–Bohumín                                  | SŽDC       | |
| Cheb–Aš (Gr)                                               | 029,5 | Cheb–Oberkotzau: 1. November 1865 | Cheb–Františkovy Lázně: 1945 | Františkovy Lázně–Aš (Gr)                                        | SŽDC       | ehemals Hauptbahn |
| Cheb (Gr)–Cheb                                             | 010,8 | Schirnding–Cheb: 1. November 1883 | – | Cheb (Gr)–Cheb                                                   | SŽDC       | |
| Chlumec nad Cidlinou–Lichkov (Gr)                          | 113,2 | Chlumetz–Hradec Králové: 4. Oktober 1873 Hradec Králové–Lichkov: 14. Januar 1874 Lichkov–Mittelwalde: 15. Oktober 1875 | – | Chlumec nad Cidlinou–Lichkov (Gr)                                | SŽDC       | |
| Chlumec nad Cidlinou–Městec Králové                        | 013,6 | Chlumec–Městec Králové: 9. Mai 1901 | – | Chlumec nad Cidlinou–Městec Králové                              | SŽDC       | |
| Choceň–Litomyšl                                            | 023,7 | Choceň–Litomyšl: 22. Oktober 1882 | – | Choceň–Litomyšl                                                  | SŽDC       | |
| Choceň–Meziměstí (Gr)                                      | 092,7 | Choceň–Meziměstí: 15. Juli 1875 Meziměstí–Landesgrenze: 15. Mai 1877 | – | Choceň–Meziměstí (Gr)                                            | SŽDC       | |
| Chodov–Nová Role                                           | 006,4 | Chodov–Nejdek: 2. Oktober 1881 | – | Chodov–Nová Role                                                 | SŽDC       | |
| Chomutov–Cheb                                              | 112,4 | Karlovy Vary–Cheb: 19. November 1870 Kadaň-Prunéřov–Ostrov nad Ohří: 9. November 1871 Ostrov nad Ohří–Karlovy Vary: 9. Dezember 1871 Chomutov–Kadaň-Prunéřov: 1. März 1873                                                                            | – | Chomutov–Cheb                                                    | SŽDC       | |
| Chomutov–Reitzenhain (Landesgrenze)                        | 035,8 | Chomutov–Vejprty: 1. August 1872 Křimov–Reitzenhain: 23. August 1875 | Hora Sv. Šebestiána–Landesgrenze: 9. Mai 1948 Křimov–Hora Sv. Šebestiána: 12. Oktober 1972                                                           | Chomutov–Křimov                                                  | SŽDC       | |
| Chornice–Skalice nad Svitavou                              | 032,4 | Chornice–Velké Opatovice: 1. September 1889 Velké Opatovice–Skalice nad Svitavou: 18. Mai 1908 | – | Chornice–Skalice nad Svitavou                                    | SŽDC       | Reiseverkehr Chornice–Velké Opatovice 2011 eingestellt, mindestens 2017 wurden allerdings einzelne Züge durchgebunden.                      |
| Chotětov–Dolní Cetno                                       | 008,5 | Chotětov–Dolní Cetno: 1869 (als Schleppbahn) | Chotětov–Dolní Cetno: 1. Februar 1974 | –                                                                | –          | Reiseverkehr 1971 eingestellt |
| Chrást u Plzně–Stupno                                      | 009,6 | Chrást u Plzně–Stupno: 2. April 1864 | – | Chrást u Plzně–Stupno                                            | SŽDC       | |
| Chrudim–Chrudim město                                      | 001,6 | Chrudim–Chrudim město: 26. September 1899 | – | Chrudim–Chrudim město                                            | SŽDC       | |
| Chuchelna (Landesgrenze)–Opava západ                       | 018,8 | Racibórz–Opava západ: 20. Oktober 1895 Opava zastávka–Opava východ: 13. Dezember 1933 | Opava zastávka–Opava západ: 13. März 1934 Krzanowice Poł.–Chuchelna: 1945                                                                            | Chuchelna–Opava východ                                           | SŽDC       | |
| Číčenice–Nové Údolí (Landesgrenze)                         | 069,7 | Číčenice–Prachatice: 15. Oktober 1893 Prachatice–Volary: 16. Oktober 1899 Volary–Haidmühle: 12. Juni 1910 | Nové Údolí–Landesgrenze: 1945 | Číčenice–Nové Údolí                                              | SŽDC       | |
| Číčenice–Týn nad Vltavou                                   | 021,3 | Číčenice–Týn nad Vltavou: 23. Oktober 1898 | – | Číčenice–Týn nad Vltavou                                         | SŽDC       | Reiseverkehr 2013 eingestellt |
| Čížkovice–Obrnice                                          | 036,8 | Čížkovice–Obrnice 19. Dezember 1898 | – | Čížkovice–Obrnice                                                | SŽDC       | Reiseverkehr 2007 eingestellt |
| Děčín hlavní nádraží–Chomutov seřazovací nádraží           | 080,0 | Děčín–Osek: 20. Mai 1871 Osek–Chomutov: 19. Dezember 1872 | Teplice–Háj u Duchcova: 9. Januar 1961 Litvínov–Jirkov: 1971                                                                                         | Děčín hlavní nádraží–Litvínov Jirkov–odb. Dolní Rybník           | SŽDC       | Děčín–Teplice ohne Verkehr |
| Děčín nákladní nádraží–Jedlová                             | 040,4 | Děčín–Jedlová: 6. Januar 1869 | – | Děčín nákladní nádraží–Jedlová                                   | SŽDC       | Hauptbahn nur noch Děčín nákladní nádraží–Benešov nad Ploučnicí                                                                             |
| Děčín hlavní nádraží–Schöna (Gr)                           | 010,8 | Děčín–Pirna: 6. April 1851 | – | Děčín hlavní nádraží–Schöna (Gr)                                 | SŽDC       | |
| Dobříš–Praha-Modřany                                       | 031,9 | Dobříš–Praha-Modřany: 22. September 1897 | – | Dobříš–Praha-Modřany                                             | SŽDC       | |
| Dobronín–Polná                                             | 005,8 | Dobronín–Polná: 18. November 1904 | – | Dobronín–Polná                                                   | SŽDC       | Reiseverkehr 1982 eingestellt |
| Dobruška–Opočno pod Orlickými horami                       | 005,3 | Dobruška–Opočno: 1. November 1908 | – | Dobruška–Opočno pod Orlickými horami                             | SŽDC       | |
| Dolní Lipka–Štíty                                          | 016,4 | Dolní Lipka–Štíty: 30. Dezember 1899 | – | Dolní Lipka–Štíty                                                | SŽDC       | Reiseverkehr Mlýnický Dvůr–Štíty 2018 eingestellt                                                                                           |
| Doudleby nad Orlicí–Rokytnice v Orlických horách           | 019,5 | Doudleby–Rokytnice: 15. Oktober 1906 | – | Doudleby nad Orlicí–Rokytnice v Orlických horách                 | SŽDC       | |
| Doupov–Vilémov u Kadaně                                    | 018,0 | Doupov–Vilémov u Kadaně: 10. November 1902 | Doupov–Kadaňský Rohozec: 30. April 1954 | Kadaňský Rohozec–Vilémov u Kadaně                                | SŽDC       | Reiseverkehr 2006 eingestellt; Doupov–Kadaňský Rohozec abgebaut                                                                             |
| Duchcov–Světec                                             | 004,9 | Duchcov–Světec: 24. August 1874 | Duchcov–Světec: 1962 (Umwandlung in Anschlussbahn)                                                                                                   | –                                                                | –          | abgebaut |
| Frýdlant v Čechách–Jindřichovice pod Smrkem (Landesgrenze) | 025,6 | Frýdlant–Jindřichovice: 2. August 1902 Jindřichovice–Landesgrenze: 2. August 1902 | Jindřichovice–Landesgrenze: 1945 | Frýdlant v Čechách–Jindřichovice pod Smrkem                      | SŽDC       | |
| Gmünd (Gr)–České Budějovice                                | 052,0 | Eggenburg–České Budějovice: 1. November 1869 | – | Gmünd (Gr)–České Budějovice                                      | SŽDC       | |
| Hanušovice–Głuchołazy (Gr)                                 | 051,5 | Lipova lazne–Głuchołazy: 26. Februar 1888 Hanušovice–Lipova lazne: 1. Oktober 1888 | – | Hanušovice–Głuchołazy (Gr)                                       | SŽDC       | |
| Havlíčkův Brod–Humpolec                                    | 025,1 | Havlíčkův Brod–Humpolec: 1. September 1894 | – | Havlíčkův Brod–Humpolec                                          | SŽDC       | |
| Havlíčkův Brod–Pardubice-Rosice nad Labem                  | 092,4 | Havlíčkův Brod–Pardubice-Rosice: 1. Juni 1871 Staré Jesenčany–Pardubice závodiště: 1952 (Neutrassierung) | – | Havlíčkův Brod–Pardubice-Rosice nad Labem                        | SŽDC       | |
| Heřmanův Městec–Borohrádek                                 | 046,9 | Heřmanův Městec–Borohrádek: 26. September 1899 | – | Heřmanův Městec–Borohrádek                                       | SŽDC       | Reiseverkehr Heřmanův Městec–Chrudim město 2010 eingestellt, Reiseverkehr Holice–Borohrádek 2018 eingestellt                                |
| Hevlín (Landesgrenze)–Brno dolní nádraží                   | 063,2 | Střelice–Brno dolní nádraží: 2. Januar 1856 Wien–Střelice: 15. September 1870 | Landesgrenze–Hevlín: 1945 | Hevlín–Brno hlavní nádraží                                       | SŽDC       | Hauptbahn nur Střelice–Brno; Reiseverkehr Hevlín–Hrušovany nad Jevišovkou 2011 eingestellt                                                  |
| Hněvčeves–Smiřice                                          | 011,6 | Hněvčeves–Smiřice: 19. März 1882 | – | Hněvčeves–Smiřice                                                | SŽDC       | Reiseverkehr 2004 eingestellt |
| Hodonín–Hodonín (Gr)                                       | 002,7 | Hodonín–Hodonín zastavka: 17. Januar 1889 Hodonín zastavka–Landesgrenze: 18. Juni 1891 | – | Hodonín–Hodonín (Gr)                                             | SŽDC       | Reiseverkehr 2004 eingestellt |
| Horažďovice předměstí–Klatovy                              | 058,5 | Horažďovice–Klatovy: 1. Oktober 1888 | – | Horažďovice předměstí–Klatovy                                    | SŽDC       | ehemals Hauptbahn |
| Horní Cerekev–Tábor                                        | 069,4 | Horní Cerekev–Tábor: 16. Dezember 1888 | – | Horní Cerekev–Tábor                                              | SŽDC       | ehemals Hauptbahn |
| Horní Lideč (Gr)–Horní Lideč                               | 006,5 | Púchov–Horní Lideč: 2. Mai 1937 | – | Horní Lideč (Gr)–Horní Lideč                                     | SŽDC       | |
| Hostašovice–Nový Jičín horní nádraží                       | 010,1 | Hostašovice–Nový Jičín: 1. Juni 1889 | – | –                                                                | SŽDC       | gesperrt wegen Hochwasserschäden |
| Hradec Králové hlavní nádraží–Ostroměř                     | 034,8 | Hradec Králové–Ostroměř: 19. März 1882 | – | Hradec Králové hlavní nádraží–Ostroměř                           | SŽDC       | ehemals Hauptbahn |
| Hranice na Moravě–Vsetín                                   | 043,8 | Hranice na Moravě–Valašské Meziříči: 1. November 1884 Valašské Meziříči–Vsetín: 1. Juli 1885 | – | Hranice na Moravě–Vsetín                                         | SŽDC       | |
| Hrochův Týnec–Chrast u Chrudimi                            | 010,9 | Hrochův Týnec–Chrast: 25. September 1899 | Hrochův Týnec–Chrast: 1. Juni 1980 | –                                                                | –          | Reiseverkehr 1979 eingestellt |
| Hrušovany nad Jevišovkou–Znojmo                            | 025,6 | Hrušovany nad Jevišovkou–Znojmo: 15. September 1870 | – | Hrušovany nad Jevišovkou–Znojmo                                  | SŽDC       | ehemals Hauptbahn |
| Hrušovany u Brna–Židlochovice                              | 002,7 | Hrušovany–Židlochovice: 17. September 1895 | – | Hrušovany u Brna–Židlochovice                                    | SŽDC       | Reiseverkehr 1979 eingestellt |
| Janovice nad Úhlavou–Domažlice                             | 031,6 | Janovice–Domažlice: 1. Oktober 1888 | – | Janovice nad Úhlavou–Domažlice                                   | SŽDC       | ehemals Hauptbahn |
| Jaroměř–Královec (Gr)                                      | 061,6 | Josefstadt–Schwadowitz: 1. Mai 1859 Schwadowitz–Königshan: 1. August 1868 Königshan–Liebau: 29. Dezember 1869 | – | Jaroměř–Královec (Gr)                                            | SŽDC       | Hauptbahn nur noch Jaromĕř–Trutnov-Poříčí                                                                                                   |
| Jičín–Turnov                                               | 029,2 | Jičín–Turnov: 19. Oktober 1903 | – | Jičín–Turnov                                                     | SŽDC       | ehemals Hauptbahn |
| Kácov–Světlá nad Sázavou                                   | 047,6 | Kácov–Světlá :24. September 1903 | – | Kácov–Světlá nad Sázavou                                         | SŽDC       | |
| Kamenický Šenov–Česká Lípa střelnice                       | 021,8 | Kamenický Šenov–Česká Lípa: 29. August 1903 | Kamenický Šenov–Česká Lípa: 1979 | –                                                                | –          | |
| odb. Kamensko–Odb. Zálučí                                  | 037,4 | odb. Kamensko–Libáň: 1. Juli 1882 Libáň–Odb. Zálučí: 25. August 1883 | – | odb. Kamensko–Odb. Zálučí                                        | SŽDC       | Reiseverkehr Kopidlno–Dolní Bousov 2010 eingestellt                                                                                         |
| Karlovy Vary dolní nádraží–Potůčky (Gr)                    | 046,1 | Chodov–Nejdek: 2. Oktober 1881 Karlovy Vary–Nová Role: 15. Mai 1899 Nejdek–Johanngeorgenstadt: 15. Mai 1899 | – | Karlovy Vary dolní nádraží–Potůčky (Gr)                          | SŽDC       | ehemals Hauptbahn |
| Kaštice–Kadaň-Prunéřov                                     | 032,8 | Kaštice–Krásný Dvůr: 18. August 1881 Krásný Dvůr–Radonice: 1. Januar 1884 Vilémov u Kadaně–Kadaň-Prunéřov: 1. August 1903 | – | Kaštice–Kadaň-Prunéřov                                           | SŽDC       | Reiseverkehr Kadaň předměstí–Kadaň-Prunéřov 2007 eingestellt                                                                                |
| Kateřinky (Landesgrenze)–odb. Palhanec                     | 05,2  | Baborów–odb. Palhanec: 2. August 1909 | Pilszcz–odb. Palhanec: 21. April 1945 | –                                                                | –          | |
| Kladno–Kralupy nad Vltavou                                 | 025,0 | Staré Kladno–Kralupy nad Vltavou: 23. Februar 1856 Kladno–Kladno-Dubí: 23. Februar 1872 | Staré Kladno–Kladno-Dubí: 7. November 1983 | Kladno–Kralupy nad Vltavou                                       | SŽDC       | |
| Kojetín–Český Těšín (Gr)                                   | 139,1 | Frýdlant–Frýdek-Místek: 1. Januar 1871 Hulín–Holešov: 24. September 1882 Holešov–Bystřice: 15. November 1882 Kojetín–Hulín: 1. Juni 1888 Frýdlant: Frýdek-Místek–Skoczow: 1. Juni 1888                                                                | – | Český Těšín–Český Těšín (Gr)                                     | SŽDC       | Kojetín–Frýdek-Místek ehemals Hauptbahn |
| Kolín–Čerčany                                              | 065,5 | Kolín–Rataje: 15. Dezember 1900 Rataje–Čerčany: 6. August 1901 | – | Kolín–Čerčany                                                    | SŽDC       | |
| Kolín–Děčín-Prostřední Žleb                                | 160,9 | Kolín–Nymburk: 29. Oktober 1870 Nymburk–Lysá: 4. Oktober 1873 Lysá–Ústí nad Labem-Střekov: 1. Januar 1874 Ústí nad Labem-Střekov–Děčín-Prostřední Žleb: 5. Oktober 1874                                                                               | – | Kolín–Děčín-Prostřední Žleb                                      | SŽDC       | |
| Kostelec na Hané–Čelechovice na Hané                       | 002,9 | Kostelec–Čelechovice: 1. September 1889 | – | Kostelec na Hané–Čelechovice na Hané                             | SŽDC       | ehemals Hauptbahn |
| Královec–Žacléř                                            | 005,0 | Královec–Žacléř: 5. Oktober 1882 | – | Královec–Žacléř                                                  | SŽDC       | Reiseverkehr 2007 eingestellt |
| Kralupy nad Vltavou–Neratovice                             | 017,8 | Kralupy nad Vltavou–Neratovice: 15. Oktober 1865 | – | Kralupy nad Vltavou–Neratovice                                   | SŽDC       | |
| Kralupy nad Vltavou–Velvary                                | 009,7 | Kralupy–Velvary: 18. Oktober 1882 | – | Kralupy nad Vltavou–Velvary                                      | SŽDC       | ehemals Hauptbahn |
| Kralupy nad Vltavou předměstí–Podlešín                     | 010,4 | Kralupy–Zvoleněves: 20. Februar 1884 Zvoleněves–Podlešín: 2. Oktober 1922 | – | Kralupy nad Vltavou předměstí–Podlešín                           | SŽDC       | ehemals Hauptbahn |
| Kravaře ve Slezsku–Petřkovice                              | 021,4 | Kravaře–Hlučín: 18. Oktober 1913 Hlučín–Petřkovice: 15. Juni 1925 | Hlučín–Petřkovice: 29. Dezember 1950 | Kravaře ve Slezsku–Hlučín                                        | SŽDC       | |
| Křimov–Vejprty (Gr)                                        | 035,8 | Chomutov–Vejprty: 1. August 1872 Vejprty–Annaberg: 3. August 1872 | – | Křimov–Vejprty (Gr)                                              | SŽDC       | Vejprty–Landesgrenze 1945–1993 ohne Verkehr                                                                                                 |
| Krásný Jez–Nové Sedlo u Lokte                              | 010,0 | Loket–Nové Sedlo u Lokte: 15. Oktober 1877 Krásný Jez–Loket: 7. Dezember 1901 | Krásný Jez–Loket předměstí: 31. Mai 1997 | Loket předměstí–Nové Sedlo u Lokte                               | SŽDC       | |
| Krnov–Jindřichov ve Slezsku (Landesgrenze)                 | 026,4 | Krnov–Jindřichov ve Slezsku: 15. Oktober 1872 Jindřichov ve Slezsku–Głuchołazy: 1. Dezember 1875 | – | Krnov–Jindřichov ve Slezsku (Landesgrenze)                       | SŽDC       | |
| Chrast u Chrudimi                                          | 012,0 | 15. September 1883 | – | Krupá–Kolešovice                                                 | SŽDC       | Reiseverkehr 2006 eingestellt, es findet regelmäßig Museumsverkehr statt                                                                    |
| Kunčice nad Labem–Vrchlabí                                 | 004,4 | Kunčice–Vrchlabí: 1. Oktober 1871 | – | Kunčice nad Labem–Vrchlabí                                       | SŽDC       | |
| Kunovice–Staré Město u Uherského Hradiště                  | 007,1 | Kunovice–Staré Město u Uherského Hradiště: 1. April 1883 | – | Kunovice–Staré Město u Uherského Hradiště                        | SŽDC       | ehemals Hauptbahn |
| Kuřim–Veverská Bítýška                                     | 008,4 | Kuřim–Veverská Bítýška: 16. Februar 1911 | Kuřim–Veverská Bítýška: 22. November 1937 | –                                                                | –          | |
| Kutná Hora–Zruč nad Sázavou                                | 035,8 | Kutná Hora–Zruč: 10. Januar 1883 | – | Kutná Hora–Zruč nad Sázavou                                      | SŽDC       | |
| Lhotka u Mělníka–Střednice                                 | 002,8 | Lhotka–Střednice: 22. Juni 1897 | Lhotka–Střednice: 1. Januar 1975 | –                                                                | –          | |
| Liberec–Zawidów                                            | 039,7 | Liberec–Zawidów: 1. Juli 1875 | – | Liberec–Zawidów                                                  | SŽDC       | |
| Liberec–Harrachov (Gr)                                     | 040,1 | Liberec–Jablonec: 25. November 1888 Jablonec–Lučany nad Nisou:12. Juli 1894 Lučany nad Nisou–Tanvald: 10. Oktober 1894 Tanvald–Kořenov: 1. Juni 1902 Kořenov–Piechowice: 1. Oktober 1902                                                              | – | Liberec–Harrachov (Gr)                                           | SŽDC       | |
| Liberec–Zittau (Gr)                                        | 021,7 | Liberec–Zittau: 1. Dezember 1859 | – | Liberec–Zittau (Gr)                                              | SŽDC       | |
| Libochovice–Vraňany                                        | 037,4 | Libochovice–Vraňany: 13. Oktober 1907 | – | Libochovice–Vraňany                                              | SŽDC       | Reiseverkehr Libochovice–Račiněves 2007 eingestellt                                                                                         |
| Lipová Lázně–Bernartice u Javorníka (Landesgrenze)         | 026,3 | Lipová Lázně–Landesgrenze: 2. Juli 1896 | Bernartice u Javorníka–Landesgrenze: 1945 | Lipová Lázně–Bernartice u Javorníka                              | SŽDC       | |
| Litovel–Senice na Hané                                     | 012,5 | Litovel–Senice na Hané: 1. August 1914 | – | Litovel–Senice na Hané                                           | SŽDC       | ehemals Hauptbahn |
| Litovel předměstí–Mladeč                                   | 05,7  | Litovel předměstí–Mladeč: 1. August 1914 | – | Litovel předměstí–Mladeč                                         | SŽDC       | |
| Lovečkovice–Úštěk horní nádraží                            | 016,8 | Lovečkovice–Úštěk: 18. August 1890 | Lovečkovice–Úštěk: 1979 | –                                                                | –          | |
| Louny–Libochovice                                          | 020,3 | Louny–Libochovice: 10. Mai 1902 | – | Louny–Libochovice                                                | SŽDC       | |
| Lovosice–Libochovice                                       | 013,7 | Lovosice–Libochovice: 22. November 1882 | – | Lovosice–Libochovice                                             | SŽDC       | |
| Lužná u Rakovníka–Rakovník                                 | 009,1 | Lužná–Rakovník zastávka: 4. Februar 1871 Rakovník zastávka–Rakovník: 5. März 1873 | – | Lužná u Rakovníka–Rakovník                                       | SŽDC       | |
| Lysá nad Labem–Milovice                                    | 005,4 | Lysá–Milovice: 21. September 1921 | – | Lysá nad Labem–Milovice                                          | SŽDC       | |
| Lysá nad Labem–Praha-Těšnov                                | 034,3 | Lysá–Praha-Těšnov: 4. Oktober 1873 | Praha-Vysočany–Praha-Těšnov: 3. Juni 1984 | Lysá nad Labem–Praha-Vysočany                                    | SŽDC       | |
| Mariánské Lázně–Karlovy Vary dolní nádraží                 | 053,2 | Mariánské Lázně–Karlovy Vary: 17. Dezember 1898 | – | Mariánské Lázně–Karlovy Vary dolní nádraží                       | SŽDC       | |
| Martinice v Krkonoších–Rokytnice nad Jizerou               | 020,1 | Martinice–Rokytnice: 7. Dezember 1899 | – | Martinice v Krkonoších–Rokytnice nad Jizerou                     | SŽDC       | |
| Mělník–Mšeno                                               | 023,7 | Mělník–Mšeno: 22. Juni 1897 | – | Mělník–Mšeno                                                     | SŽDC       | |
| Merklín–Dalovice                                           | 010,6 | Merklín–Dalovice: 1. Oktober 1902 | – | Merklín–Dalovice                                                 | SŽDC       | |
| Meziměstí–Otovice (Landesgrenze)                           | 016,6 | Chotzen–Broumov: 15. Juli 1875 Broumov–Otovice: 26. Juli 1876 Otovice–Ścinawka Średnia: 5. April 1889 | Otovice zastávka–Landesgrenze: 1953 | Meziměstí–Otovice zastávka                                       | SŽDC       | Reiseverkehr Broumov–Otovice zastávka 2005 eingestellt                                                                                      |
| Michálkovice–Doubrava                                      | 010,4 | Michálkovice–Doubrava: 12. September 1870 | – | Michálkovice–Doubrava                                            | AWT        | nur Güterverkehr |
| Mikulášovice dolní nádraží–Rumburk                         | 018,0 | Mikulášovice–Rumburk: 28. Oktober 1902 | – | Mikulášovice dolní nádraží–Rumburk                               | SŽDC       | |
| Milotice nad Opavou–Vrbno pod Pradědem                     | 020,4 | Milotice–Vrbno: 5. Dezember 1880 | – | Milotice nad Opavou–Vrbno pod Pradědem                           | AWT        | |
| odb. Morava–Staré Město pod Sněžníkem                      | 009,3 | odb. Morava–Staré Město: 4. Oktober 1905 | – | odb. Morava–Staré Město pod Sněžníkem                            | SŽDC       | |
| odb. Moravice–Hradec nad Moravicí                          | 005,2 | odb. Moravice–Hradec nad Moravicí: 28. Juni 1905 | – | odb. Moravice–Hradec nad Moravicí                                | SŽDC       | |
| Moravské Bránice–Oslavany                                  | 009,1 | Moravské Bránice–Oslavany: 14. Juli 1912 | – | Moravské Bránice–Oslavany                                        | SŽDC       | |
| Moravské Budějovice–Jemnice                                | 020,7 | Moravské Budějovice–Jemnice: 9. November 1896 | – | Moravské Budějovice–Jemnice                                      | SŽDC       | Reiseverkehr 2010 eingestellt |
| Most–Moldava v Krušných horách                             | 040,0 | Most–Moldava: 6. Dezember 1884 | Most–Louka: 1954 (Ersatz durch Neubautrasse ab 1963)                                                                                                 | Louka u Litvínova–Moldava v Krušných horách                      | SŽDC       | Most–Louka u Litvínova ehemals Hauptbahn |
| Mšeno–Dolní Cetno                                          | 014,5 | Mšeno–Dolní Cetno: 4. Dezember 1897 | Skalsko–Dolní Cetno: 1. Februar 1974 | Mšeno–Skalsko                                                    | SŽDC       | Reiseverkehr Skalsko–Dolní Cetno 1971 eingestellt                                                                                           |
| Mutěnice–Kyjov                                             | 015,8 | Mutěnice–Kyjov: 2. Juni 1900 | Mutěnice–Kyjov | –                                                                | –          | Reiseverkehr 2004 eingestellt |
| Nezamyslice–Morkovice                                      | 011,9 | Nezamyslice–Morkovice: 30. November 1909 | Nezamyslice–Morkovice: 2005 | –                                                                | –          | Reiseverkehr 1996 eingestellt |
| Nezamyslice–Šternberk                                      | 053,6 | Nezamyslice–Šternberk: 1. Juli 1870 | – | Nezamyslice–Šternberk                                            | SŽDC       | Hauptbahn nur Nezamyslice–Olomouc hlavní nádraží                                                                                            |
| Nymburk město–Veleliby                                     | 003,5 | Nymburk město–Veleliby: 26. August 1883 | – | Nymburk město–Veleliby                                           | SŽDC       | |
| Nymburk hlavní nádraží–Mladá Boleslav hlavní nádraží       | 030,0 | Nymburk–Mladá Boleslav: 29. Oktober 1870 | – | Nymburk hlavní nádraží–Mladá Boleslav hlavní nádraží             | SŽDC       | |
| Nýřany–Heřmanova Huť                                       | 009,5 | Nýřany–Heřmanova Huť: 1890 | – | Nýřany–Heřmanova Huť                                             | SŽDC       | |
| odb. Obora–Městec Králové                                  | 011,8 | odb. Obora–Městec Králové: 1. Januar 1882 | – | odb. Obora–Městec Králové                                        | SŽDC       | |
| Olbramovice–Sedlčany                                       | 016,6 | Olbramovice–Sedlčany: 1. Oktober 1894 | – | Olbramovice–Sedlčany                                             | SŽDC       | |
| Olomouc hlavní nádraží–Čelechovice na Hané                 | 033,8 | Olomouc mistní nádraží–Čelechovice: 4. März 1883 Olomouc hlavní nádraží–Olomouc-Smetanovy sady: 16. Dezember 1931 | Olomouc mistní nádraží–Olomouc-Smetanovy sady: 15. Dezember 1931                                                                                     | Olomouc hlavní nádraží–Čelechovice na Hané                       | SŽDC       | Senice na Hané–Čelechovice na Hané ehemals Hauptbahn                                                                                        |
| Olomouc hlavní nádraží–Opava východ                        | 116,1 | Olomouc–Milotice: 1. Oktober 1872 Milotice–Opava západ: 1. November 1872 Opava západ–Opava východ: 20. Oktober 1895 | – | Olomouc hlavní nádraží–Opava východ                              | SŽDC       | |
| Opava východ–Horní Benešov                                 | 030,1 | Opava východ–Horní Benešov: 29. Juni 1892 | Svobodné Heřmanice–Horní Benešov: 1981 | Opava východ–Svobodné Heřmanice                                  | SŽDC       | |
| Osek–Ledvice                                               |       | Decin–Duchcov-Liptice: 20. Mai 1871 | Osek–Ledvice: 1931 | –                                                                | –          | nur Güterverkehr |
| Ostrava-Svinov–Klimkovice                                  | 007,4 | Ostrava-Svinov–Klimkovice: 8. Dezember 1912 | Ostrava-Svinov–Klimkovice: 1977 | –                                                                | –          | |
| Ostrava-Svinov–Kyjovice-Budišovice                         | 013,2 | Ostrava-Svinov–Vřesina: 2. August 1925 Vřesina–Dolní Lhota: 7. November 1926 Dolní Lhota–Kyjovice-Budišovice: 6. November 1927 | Ostrava-Svinov–Poruba: 30. September 1970 | –                                                                | –          | heute Teil der Straßenbahn Ostrava |
| Ostrava-Svinov–Opava východ                                | 028,2 | Ostrava-Svinov–Opava východ: 27. Oktober 1855 | – | Ostrava-Svinov–Opava východ                                      | SŽDC       | |
| Ostrava hlavní nádraží–Frýdek-Místek                       | 021,9 | Ostrava hlavní nádraží–Frýdek-Místek: 1. Januar 1871 | – | Ostrava hlavní nádraží–Frýdek-Místek                             | SŽDC       | Hauptbahn nur noch Ostrava hlavní nádraží–Ostrava-Kunčice                                                                                   |
| Ostrava uhelné nádraží–Michálkovice                        | 010,4 | Ostrava uhelné nádraží–Vítkovické železárny: 1. April 1856 Zárubek–Michálkovice: 3. Januar 1863 | – | Ostrava-Stodolní–Michálkovice                                    | AWT        | nur Güterverkehr |
| Ostroměř–Jičín                                             | 017,4 | Ostroměř–Jičín: 19. März 1882 | – | Ostroměř–Jičín                                                   | SŽDC       | ehemals Hauptbahn |
| Ostrov nad Ohří–Jáchymov                                   | 008,8 | Ostrov–Jáchymov: 21. Dezember 1896 | Ostrov–Jáchymov: 3. August 1957 | –                                                                | –          | |
| Otrokovice–Vizovice                                        | 024,6 | Otrokovice–Vizovice: 8. Oktober 1899 | – | Otrokovice–Vizovice                                              | SŽDC       | Hauptbahn nur Otrokovice–Zlín střed |
| Panský–Krásná Lípa                                         | 05,4  | Panský–Krásná Lípa: 28. Oktober 1902 | – | Panský–Krásná Lípa                                               | SŽDC       | |
| Pardubice–Liberec                                          | 159,7 | Pardubice–Jaroměř: 4. November 1857 Jaroměř–Horka u Staré Paky: 1. Juni 1858 Horka u Staré Paky–Turnov: 1. Dezember 1858 Turnov–Liberec: 1. Mai 1859                                                                                                  | – | Pardubice–Liberec                                                | SŽDC       | |
| Odb. Pasečnice–Tachov                                      | 069,7 | Odb. Pasečnice–Tachov: 1. August 1910 | – | Odb. Pasečnice–Tachov                                            | SŽDC       | |
| Pečky–Zásmuky                                              | 019,8 | Pečky–Zásmuky: 15. Februar 1882 | – | Pečky–Zásmuky                                                    | SŽDC       | Reiseverkehr Bošice–Zásmuky 2006 eingestellt                                                                                                |
| Petrov nad Desnou–Kouty nad Desnou                         | 013,3 | Petrov–Kouty: 12. November 1904 | – | Petrov nad Desnou–Kouty nad Desnou                               | SART       | |
| Petrovice u Karviné–Karviná-Doly                           | 011,4 | Petrovice–Karviná-Doly; 1. September 1898 | Karviná město–Karviná-Doly: 1959 | Petrovice u Karviné–Karviná město                                | SŽDC       | Reiseverkehr 1962 eingestellt |
| Planá u Mariánských Lázní–Tachov                           | 011,7 | Planá–Tachov: 16. Januar 1895 | – | Planá u Mariánských Lázní–Tachov                                 | SŽDC       | |
| Plzeň hlavní nádraží–Cheb                                  | 105,9 | Plzeň–Cheb: 28. Januar 1872 | – | Plzeň hlavní nádraží–Cheb                                        | SŽDC       | |
| Plzeň hlavní nádraží–odb. Rozcesti                         | 148,6 | Plzeň–Plasy: 21. Januar 1873 Plasy–Žabokliky: 8. August 1873 Žabokliky–Žatec: 7. September 1873 Žatec–Obrnice: 16. September 1872 Obrnice–Bílina: 24. Oktober 1872 Bílina–Ledvice: 27. Oktober 1872 Ledvice–odb. Rozcesti: ≈1874                      | odb. České Zlatníky–odb. Rozcesti: 1968 | Plzeň hlavní nádraží–odb. České Zlatníky                         | SŽDC       | – |
| Plzeň hlavní nádraží–Furth im Wald (Gr)                    | 094,5 | Chrást–Furth im Wald: 15. Oktober 1861 | – | Plzeň hlavní nádraží–Furth im Wald (Gr)                          | SŽDC       | |
| Pňovany–Bezdružice                                         | 023,9 | Pňovany–Bezdružice: 2. Juni 1901 | – | Pňovany–Bezdružice                                               | SŽDC       | |
| Počerady–Vrskmaň                                           | 017,5 | Počerady–Vrskmaň: 1. März 1887 | Počerady–Vrskmaň: 1960 | –                                                                | SŽDC       | |
| Poříčany–Nymburk město                                     | 013,6 | Poříčany–Sadská: 1. Juli 1882 Sadská–Nymburk město: 26. August 1883 | – | Poříčany–Nymburk město                                           | SŽDC       | |
| Postoloprty–Louny                                          | 011,3 | Postoloprty–Louny: 16. September 1895 | – | Postoloprty–Louny                                                | SŽDC       | ehemals Hauptbahn |
| Praha-Braník–Praha-Podolí cementárna                       | 003,7 | Praha-Braník–Praha-Podolí: 1898 (als Schleppbahn) | Praha-Braník–Praha-Podolí: 1953 | –                                                                | –          | |
| odb. Praha-Bubny–Chomutov                                  | 125,1 | Praha-Dejvice–Kladno: 4. November 1863 Praha-Bubny–Praha-Dejvice: 27. April 1868 Kladno–Stochov: 22. April 1869 Stochov–Sádek u Žatce: 20. November 1870 Sádek u Žatce–Chomutov: 4. Februar 1871                                                      | – | odb. Praha-Bubny–Chomutov                                        | SŽDC       | Hauptbahn nur noch Praha-Bubny–Lužná u Rakovníka und Žatec–Chomutov                                                                         |
| Praha-Libeň–Praha-Vršovice vjezdové nádraží                | 008,1 | Praha-Libeň–Praha Vršovice: 18. Juni 1919 | – | Praha-Libeň–Praha-Vršovice vjezdové nádraží                      | SŽDC       | nur Güterverkehr |
| Praha-Libeň–odb. Stromovka                                 | 005,1 | Praha-Libeň–odb. Stromovka: 23. Dezember 1980 | – | Praha-Libeň–odb. Stromovka                                       | SŽDC       | |
| Praha-Malešice–Praha-Žižkov                                | 003,3 | Praha-Malešice–Praha-Žižkov: 1. März 1936 | – | Praha-Malešice–Praha-Žižkov                                      | SŽDC       | nur Güterverkehr |
| Praha-Smíchov–Hostivice                                    | 019,6 | Praha-Smíchov–Hostivice: 3. Juli 1872 | – | Praha-Smíchov–Hostivice                                          | SŽDC       | |
| Praha-Smíchov–Most                                         | 121,7 | Chlumčany u Loun–Most: 21. November 1872 Slaný–Chlumčany u Loun: 2. Januar 1873 Praha-Smíchov–Slaný: 11. Mai 1873 | – | Praha-Smíchov–Most                                               | SŽDC       | Hauptbahn nur noch Praha-Smíchov–Podlešín                                                                                                   |
| Praha-Smíchov–Plzeň hlavní nádraží                         | 109,2 | Chrást–Furth im Wald: 15. Oktober 1861 Praha-Smíchov–Chrást: 14. Juli 1862 | – | Praha-Smíchov–Plzeň hlavní nádraží                               | SŽDC       | |
| Praha-Vršovice–Praha-Modřany                               | 012,3 | Praha-Vršovice–Praha-Modřany: 1. März 1882 | – | Praha-Vršovice–Praha-Modřany                                     | SŽDC       | Hauptbahn nur noch Praha-Vršovice–Praha-Krč                                                                                                 |
| Praha hlavní nádraží–Praha-Smíchov                         | 004,1 | Praha hlavní nádraží–Praha-Smíchov: 15. August 1872 | – | Praha hlavní nádraží–Praha-Smíchov                               | SŽDC       | – |
| Praha hlavní nádraží–Turnov                                | 103,7 | Praha hlavní nádraží–Turnov: 15. Oktober 1865 | Praha hlavní nádraží–Odb. Rokytka: Dezember 2008 | Odb. Rokytka–Turnov                                              | SŽDC       | |
| Praha Masarykovo nádraží–Děčín hlavní nádraží              | 129,8 | Praha–Lovosice: 1. Juni 1850 Lovosice–Ústí nad Labem: 1. Oktober 1850 Ústí nad Labem–Děčín: 6. April 1851 | – | Praha Masarykovo nádraží–Děčín hlavní nádraží                    | SŽDC       | |
| Přelouč–Vápenný Podol                                      | 021,5 | Přelouč–Vápenný Podol: 18. Oktober 1882 | odb. Tasovice–Vápenný Podol: 14. Januar 1977 | Přelouč–odb. Tasovice                                            | SŽDC       | ehemals Hauptbahn |
| Přerov–Olomouc hlavní nádraží                              | 022,1 | Přerov–Olomouc: 17. Oktober 1841 | – | Přerov–Olomouc                                                   | SŽDC       | |
| Protivec–Bochov                                            | 016,6 | Protivec–Bochov: 27. Juni 1897 | – | Protivec–Bochov                                                  | SŽDC       | Reiseverkehr 1996 eingestellt |
| Protivín–Zdice                                             | 101,9 | Protivín–Zdice: 20. Dezember 1875 | – | Protivín–Zdice                                                   | SŽDC       | |
| Prostějov hlavní nádraží–Třebovice v Čechách               | 076,6 | Prostějov–Třebovice: 1. September 1889 | – | Prostějov hlavní nádraží–Třebovice v Čechách                     | SŽDC       | Prostějov hlavní nádraží–Kostelec na Hané ehemals Hauptbahn                                                                                 |
| Putim–Ražice                                               | 003,5 | Putim–Ražice: 1. November 1889 | – | Putim–Ražice                                                     | SŽDC       | ehemals Hauptbahn |
| Odb. Rakona–Mladotice                                      | 037,7 | Rakovník–Mladotice: 9. Juli 1897 | Kralovice–Mladotice: 1. Januar 1997 | Odb. Rakona–Kralovice u Rakovníka                                | SŽDC       | |
| Rakovník–Bečov nad Teplou                                  | 087,9 | Rakovník–Žlutice: 27. Juni 1897 Žlutice–Bečov nad Teplou: 20. November 1898 | – | Rakovník–Bečov nad Teplou                                        | SŽDC       | |
| Rakovník–Louny předměstí                                   | 044,1 | Rakovník–Louny předměstí: 24. September 1904 | – | Rakovník–Louny předměstí                                         | SŽDC       | ehemals Hauptbahn |
| Raspenava–Bílý Potok pod Smrkem                            | 006,2 | Raspenava–Bílý Potok: 3. Mai 1900 | – | Raspenava–Bílý Potok pod Smrkem                                  | SŽDC       | |
| odb. Rataje nad Sázavou–Kácov                              | 015,2 | Rataje–Kácov: 6. August 1901 | – | odb. Rataje nad Sázavou–Kácov                                    | SŽDC       | |
| Řetenice–Liberec                                           | 145,1 | Řetenice–Lovosice: 1. Dezember 1897 Lovosice–Litoměřice horni nádraží: 1. Oktober 1898 Litoměřice horni nádraží–Česká Lípa hlavní nádraží: 20. Dezember 1898 Česká Lípa hlavní nádraží–Mimoň: 5. August 1900 Mimoň–Liberec: 11. September 1900        | – | Řetenice–Liberec                                                 | SŽDC       | Hauptbahn nur Česká Lípa hlavní nádraží nádraží–Liberec                                                                                     |
| Rokycany–Nezvěstice                                        | 026,5 | Rokycany–Mirošov: 27. Mai 1869 Mirošov–Nezvěstice: 1. Juli 1882 | – | Rokycany–Nezvěstice                                              | SŽDC       | |
| Rokytňany–Dobrovice město                                  | 014,0 | Rokytňany–Dobrovice: 1. Juli 1882 | Rokytňany–Dobrovice: 31. Dezember 1973 | –                                                                | –          | Reiseverkehr 1970 eingestellt; abgebaut |
| Roudnice nad Labem–Zlonice                                 | 032,6 | Kmetiněves–Zlonice: 17. Juli 1882 Roudnice nad Labem–Kmetiněves: 2. November 1900 | – | Roudnice nad Labem–Zlonice                                       | SŽDC       | |
| Rožmitál pod Třemšínem–odb. Přední Poříčí                  | 006,9 | Rožmitál–odb. Přední Poříčí: 21. Februar 1897 | – | Rožmitál pod Třemšínem–odb. Přední Poříčí                        | SŽDC       | |
| Odb. Rožnov–Černý Kříž                                     | 083,8 | Odb. Rožnov–Kájov: 19. November 1891 Kájov–Nová Pec: 4. Juli 1892 Nová Pec–Černý Kříž: 12. Juni 1910 | – | Odb. Rožnov–Černý Kříž                                           | SŽDC       | |
| Rumburk–Sebnitz (Gr)                                       | 027,1 | Rumburk–Sluknov: 8. Januar 1873 Sluknov–Mikulášovice dolní nádraží: 14. Dezember 1884 Mikulášovice dolní nádraží–Dolní Poustevna: 15. November 1904 Dolní Poustevna–Sebnitz: 14. Juni 1905                                                            | Dolni Poustevna–Sebnitz: 1945 | Rumburk–Dolni Poustevna                                          | SŽDC       | |
| Rybník–Lipno nad Vltavou                                   | 022,0 | Rybník–Lipno nad Vltavou: 18. Oktober 1911 | – | Rybník–Lipno nad Vltavou                                         | SŽDC       | |
| Rybniště–Varnsdorf (Landesgrenze)                          | 011,2 | Rybniště–Varnsdorf: 1869 Varnsdorf–Landesgrenze: 1871 | – | Rybniště–Varnsdorf (Landesgrenze)                                | SŽDC       | ehemals Hauptbahn |
| Šakvice–Hustopeče u Brna                                   | 006,8 | Šakvice–Hustopeče: 18. Juli 1894 | – | Šakvice–Hustopeče u Brna                                         | SŽDC       | |
| Šatov (Landesgrenze)–Znojmo                                | 012,5 | Stockerau–Znojmo: 1. November 1871 | – | Šatov (Landesgrenze)–Znojmo                                      | SŽDC       | |
| Skalsko–Stará Paka                                         | 073,7 | Skalsko–Sobotka: 26. November 1905 Lomnice–Stará Paka: 1. Juni 1906 Sobotka–Lomnice: 24. September 1906 | – | Skalsko–Stará Paka                                               | SŽDC       | |
| Skovice–Vrdy-Bučice                                        | 002,9 | Skovice–Vrdy-Bučice: 6. Januar 1881 | – | Skovice–Vrdy-Bučice                                              | SŽDC       | Reiseverkehr 1955 eingestellt, seit 1978 Schleppbahn                                                                                        |
| Slapany (Landesgrenze)–Cheb                                | 007,0 | Mitterteich–Cheb: 15. Oktober 1865 | Waldsassen–Slapany: 1945 Slapany–Cheb: 1969 | –                                                                | –          | Reiseverkehr 1963 eingestellt |
| Smržovka–Josefův Důl                                       | 006,6 | Smržovka–Josefův Důl: 15. Oktober 1894 | – | Smržovka–Josefův Důl                                             | SŽDC       | |
| Sokolov–Klingenthal (Gr)                                   | 027,4 | Sokolov–Kraslice: 1. Juni 1876 Kraslice–Klingenthal: 1. Oktober 1886 | – | –                                                                | PDV        | Kraslice–Klingenthal 1948–2000 ohne Verkehr                                                                                                 |
| Šternberk–Lichkov                                          | 095,1 | Šumperk–Bludov: 1. Oktober 1871 Bludov–Lichkov: 5. Oktober 1873 Šternberk–Šumperk: 15. Oktober 1873 | – | Šternberk–Lichkov                                                | SŽDC       | Hauptbahn nur noch Bludov–Hanušovice; Personenverkehr Hanušovice–Dolní Lipka 2011 eingestellt; derzeit (2018) findet Wochenendverkehr statt |
| Strakonice–Volary                                          | 070,7 | Strakonice–Vimperk: 15. Oktober 1893 Lenora–Volary: 6. November 1899 Vimperk–Lenora: 9. Juli 1900 | – | Strakonice–Volary                                                | SŽDC       | |
| Střelice–Okříšky                                           | 061,8 | Brno–Zastavka: 2. Januar 1856 Zastavka–Okříšky: 3. Juni 1886 | – | Střelice–Okříšky                                                 | SŽDC       | |
| Studénka–Bílovec                                           | 007,4 | Studénka–Bílovec: 1. Oktober 1890 | – | Studénka–Bílovec                                                 | SŽDC       | |
| Studénka–Veřovice                                          |       | Studénka–Štramberk: 18. Dezember 1881 Štramberk–Veřovice: 25. Juli 1896 | – | Studénka–Veřovice                                                | SŽDC       | |
| Stupno–Radnice                                             | 006,5 | Stupno–Radnice: 1. Dezember 1893 | – | Stupno–Radnice                                                   | SŽDC       | |
| Suchdol nad Odrou–Budišov nad Budišovkou                   | 039,0 | Suchdol–Budišov: 15. Oktober 1891 | – | Suchdol nad Odrou–Budišov nad Budišovkou                         | SŽDC       | |
| Suchdol nad Odrou–Fulnek                                   | 009,6 | Suchdol–Fulnek: 15. Oktober 1891 | – | Suchdol nad Odrou–Fulnek                                         | SŽDC       | |
| Suchdol nad Odrou–Nový Jičín město                         | 008,2 | Suchdol–Nový Jičín: 20. Dezember 1880 | – | Suchdol nad Odrou–Nový Jičín město                               | SŽDC       | |
| Summerau (Gr)–České Budějovice                             | 073,6 | Summerau–České Budějovice: 1. Dezember 1871 | – | Summerau (Gr)–České Budějovice                                   | SŽDC       | |
| Svojšín–Bor                                                | 015,1 | Svojšín–Bor: 20. September 1903 | – | Svojšín–Bor                                                      | SŽDC       | |
| Svor–Jablonné v Podještědí                                 | 017,1 | Svor–Cvikov: 1. September 1886 Cvikov–Jablonné: 7. Oktober 1905 | Svor–Cvikov: 1973 Cvikov–Jablonné: 1986 | –                                                                | –          | Reiseverkehr 1973 eingestellt, Güterverkehr lief noch bis 1986; abgebaut                                                                    |
| Tábor–Bechyně                                              | 024,0 | Tábor–Bechyně: 21. Juni 1903 | – | Tábor–Bechyně                                                    | SŽDC       | |
| Tábor–Písek                                                | 059,4 | Tábor–Písek: 21. November 1889 | – | Tábor–Písek                                                      | SŽDC       | ehemals Hauptbahn |
| odb. Tasovice–Prachovice                                   | 021,5 | odb. Tasovice–Prachovice: 18. Oktober 1882 | – | odb. Tasovice–Prachovice                                         | SŽDC       | |
| Trmice–Bílina                                              | 025,8 | Trmice–Bílina: 6. Juni 1874 | – | Trmice–Bílina                                                    | SŽDC       | |
| Tršnice–Františkovy Lázně                                  | 004,1 | Tršnice–Františkovy Lázně: 9. Dezember 1871 | – | Tršnice–Františkovy Lázně                                        | SŽDC       | ehemals Hauptbahn; Reiseverkehr eingestellt                                                                                                 |
| Tršnice–Luby u Chebu                                       | 020,8 | Tršnice–Luby: 30. Juni 1900 | – | Tršnice–Luby u Chebu                                             | SŽDC       | |
| Trutnov–Svoboda nad Úpou                                   | 010,0 | Trutnov–Svoboda: 17. Dezember 1871 | – | Trutnov–Svoboda nad Úpou                                         | PDV        | |
| Trutnov střed–Teplice nad Metují                           | 031,9 | Trutnov střed–Teplice: 24. September 1908 | – | Trutnov střed–Teplice nad Metují                                 | SŽDC       | |
| Újezdec u Luhačovic–Luhačovice                             | 009,6 | Újezdec–Luhačovice: 12. Oktober 1905 | – | Újezdec u Luhačovic–Luhačovice                                   | SŽDC       | ehemals Hauptbahn |
| Ústí nad Labem-Střekov–Ústí nad Labem západ                | 001,9 | Ústí-Střekov–Ústí západ: 1. Januar 1874 | – | Ústí nad Labem-Střekov–Ústí nad Labem západ                      | SŽDC       | |
| Ústí nad Labem hlavní nádraží–Chomutov                     | 064,6 | Ústí nad Labem–Teplice: 20. Mai 1858 Teplice–Duchcov: 18. Juli 1867 Duchcov–Chomutov: 8. Oktober 1870 Duchcov–Most: 8. April 1968 (Neutrassierung) Trmice–Chabařovice: 23. Mai 1982 (Neutrassierung) Třebušice–Vrskmaň: 4. Juni 1984 (Neutrassierung) | Duchcov–Most: 8. April 1968 Trmice–Chabařovice: 23. Mai 1982 Třebušice–Vrskmaň: 4. Juni 1984                                                         | Ústí nad Labem hlavní nádraží–Chomutov                           | SŽDC       | |
| Václavice–Starkoč                                          | 002,6 | Václavice–Starkoč: 1. Februar 1876 | – | Václavice–Starkoč                                                | SŽDC       | ehemals Hauptbahn |
| Valšov–Rýmařov                                             | 014,0 | Valšov–Rýmařo: 15. Oktober 1878 | – | Valšov–Rýmařov                                                   | SŽDC       | |
| Varnsdorf–Seifhennersdorf (Landesgrenze)                   | 003,6 | Varnsdorf–Seifhennersdorf: 6. September 1876 | – | Varnsdorf–Seifhennersdorf (Landesgrenze)                         | SŽDC       | ehemals Hauptbahn; PED für DB Netz (Strecke 6588)                                                                                           |
| Veleliby–Jičín                                             | 041,9 | Veleliby–Jičín: 15. November 1881 | – | Veleliby–Jičín                                                   | SŽDC       | ehemals Hauptbahn |
| Velká Kraš–Vidnava (Staatsgrenze)                          | 006,5 | Velká Kraš–Vidnava: 6. August 1897 Vidnava–Landesgrenze: 5. Dezember 1911 | Vidnava–Staatsgrenze: 1945 | Velká Kraš–Vidnava                                               | SŽDC       | Reiseverkehr 2010 eingestellt |
| Velké Březno–Verneřice                                     | 016,8 | Velké Březno–Verneřice: 18. August 1890 | Velké Březno–Verneřice: 1979 | Velké Březno–Zubrnice                                            | SŽDC       | Velké Březno–Zubrnice als Museumsbahn wieder aufgebaut                                                                                      |
| Velký Osek–Trutnov-Poříčí                                  | 128,9 | Trutnov–Trutnov-Poříčí: 29. Oktober 1870 Velký Osek–Ostroměř: 21. Dezember 1870 Kunčice–Trutnov: 21. Dezember 1870 Ostroměř–Kunčice: 1. Juni 1871 | – | Velký Osek–Trutnov-Poříčí                                        | SŽDC       | |
| Veselí nad Lužnicí–Jihlava                                 | 092,9 | Veselí–Jihlava: 3. November 1887 | – | Veselí nad Lužnicí–Jihlava                                       | SŽDC       | |
| Vojkovice nad Ohří–Kyselka                                 | 008,1 | Vojkovice nad Ohří–Kyselka: 1. Februar 1895 | – | Vojkovice nad Ohří–Kyselka                                       | SŽDC       | Reiseverkehr 1936 eingestellt; 1998–2012 ohne Verkehr                                                                                       |
| Vraňany–Lužec nad Vltavou                                  | 003,1 | Vraňany–Lužec nad Vltavou: 1. Januar 1887 | – | Vraňany–Lužec nad Vltavou                                        | SŽDC       | |
| odb. Vránov–Poběžovice                                     | 021,1 | Staňkov–Poběžovice: 6. August 1900 | – | odb. Vránov–Poběžovice                                           | SŽDC       | |
| Vranovice–Pohořelice                                       | 008,4 | Vranovice–Pohořelice: 17. September 1895 | – | Vranovice–Pohořelice                                             | SŽDC       | Reiseverkehr 2008 eingestellt |
| Vrbovce (Gr)–Veselí nad Moravou                            | 022,6 | Myjava–Veselí nad Moravou: 1927 | – | Vrbovce (Gr)–Veselí nad Moravou                                  | SŽDC       | ehemals Hauptbahn |
| Odb. Záběhlice–Praha-Radotín                               | 015,3 | Odb. Záběhlice–Praha-Praha-Krč: 28. Mai 1960 Praha-Krč–Praha-Radotín: 30. Mai 1964 | – | Odb. Záběhlice–Praha-Radotín                                     | SŽDC       | nur Güterverkehr |
| Žabokliky–Březno u Chomutova                               | 014,0 | Žabokliky–Březno: 8. August 1873 | Žabokliky–Březno: 1. Juli 1879 | –                                                                | –          | |
| Zábřeh na Moravě–Sobotín                                   | 021,8 | Zábřeh na Moravě–Sobotín: 1. Oktober 1871 | – | Zábřeh na Moravě–Sobotín                                         | SŽDC, SART | Zábřeh na Moravě–Šumperk ehemals Hauptbahn                                                                                                  |
| Zadní Třebaň–Lochovice                                     | 026,5 | Zadní Třebaň–Lochovice: 30. August 1901 | – | Zadní Třebaň–Lochovice                                           | SŽDC       | |
| Zásmuky–Bečváry                                            | 003,9 | Zásmuky–Bečváry: 1. August 1887 | – | Zásmuky–Bečváry                                                  | SŽDC       | Reiseverkehr eingestellt |
| Železná Ruda-Alžbětín–Plzeň hlavní nádraží                 | 097,3 | Nýrsko–Plzeň: 6. Oktober 1876 Železná Ruda–Nýrsko: 20. Oktober 1877 | – | Železná Ruda-Alžbětín–Plzeň hlavní nádraží                       | SŽDC       | Hauptbahn nur noch Klatovy–Plzeň hlavní nádraží                                                                                             |
| Železný Brod–Tanvald                                       | 017,2 | Železný Brod–Tanvald: 1. Juli 1875 | – | Železný Brod–Tanvald                                             | SŽDC       | |
| Znojmo–Kolín                                               | 198,1 | Golčův Jeníkov–Kolín: 6. Dezember 1869 Havlíčkův Brod–Golčův Jeníkov: 21. Dezember 1870: Jihlava–Havlíčkův Brod: 25. Januar 1871 Znojmo–Jihlava: 23. April 1871                                                                                       | – | Znojmo–Kolín                                                     | SŽDC       | |
| Zvolenoves–Kladno-Dubi                                     | 015,0 | Vinařice–Kladno-Dubí: 1856 Zvolenoves–Vinařice: 1868 | Zvolenoves–Vinařice: 1970 | Vinařice–Kladno-Dubí                                             | SŽDC       | ohne Verkehr |

### Streckenverlegungen
| Strecke (von–nach)                  | km    | Eröffnungen                                    | Stilllegungen | In Betrieb                          | EIU  | Anmerkungen                                                                           |
| ----------------------------------- | ----- | ---------------------------------------------- | ------------- | ----------------------------------- | ---- | ------------------------------------------------------------------------------------- |
| Louky nad Olší–Bohumín              | 0     | Žilina–Bohumín: 1. Februar 1869                | –             | Louky nad Olší–Bohumín              | AWT  | Ursprüngliche Trasse der Strecke Žilina–Bohumín; nur Güterverkehr                     |
| Most–Louka u Litvínova              | 011,8 | Most–Louka u Litvínova: 1963                   | –             | Most–Louka u Litvínova              | SŽDC | Neutrassierung der Strecke Most–Moldava v Krušných horách                             |
| Praha hlavní nádraží–Praha-Líbeň    | 004,0 | Praha hl. n.–Praha-Líbeň: 1. September 2008    | –             | Praha hlavní nádraží–Praha-Líbeň    | SŽDC | Neutrassierung der Verbindungsbahn Praha hl. n.–odb. Hrabovka im Eisenbahnknoten Prag |
| Praha hlavní nádraží–odb. Balabenka | 004,4 | Praha hl. n.–odb. Balabenka: 1. September 2008 | –             | Praha hlavní nádraží–odb. Balabenka | SŽDC | Neutrassierung der Strecke Praha hl. n.–Turnov im Eisenbahnknoten Prag                |

## Schmalspurbahnen
| Strecke (von–nach)                          | Spurweite mm | km   | Eröffnungen                                       | Stilllegungen                                                   | In Betrieb                      | EIU  | Anmerkungen                                             |
| ------------------------------------------- | ------------ | ---- | ------------------------------------------------- | --------------------------------------------------------------- | ------------------------------- | ---- | ------------------------------------------------------- |
| Beroun-Králův Dvůr–Koněprusy                | 760          | 12,3 | Beroun–Koněprusy: 9. Mai 1898                     | Beroun–Koněprusy: 31. Dezember 1962                             | –                               | –    | abgebaut                                                |
| Beroun-Ondrášov–Dvorce                      | 760          | 11,4 | Beroun-Ondrášov–Dvorce: 31. Dezember 1898         | Beroun-Ondrášov–Dvorce: 14. September 1933                      | –                               | –    | abgebaut                                                |
| Frýdlant v Čechách–Heřmanice (Landesgrenze) | 750          | 10,6 | Frýdlant v Čechách–Landesgrenze: 25. August 1900  | Heřmanice–Landesgrenze: 1945 Frýdlant v Čechách–Heřmanice: 1984 | –                               | –    | Betrieb 1976 wegen Oberbauschäden eingestellt; abgebaut |
| Jindřichův Hradec–Nová Bystřice             | 760          | 32,8 | Jindřichův Hradec–Nová Bystřice: 1. November 1897 | –                                                               | Jindřichův Hradec–Nová Bystřice | JHMD |                                                         |
| Jindřichův Hradec–Obrataň                   | 760          | 45,9 | Jindřichův Hradec–Obrataň: 24. Dezember 1906      | –                                                               | Jindřichův Hradec–Obrataň       | JHMD |                                                         |
| Třemešná ve Slezsku–Osoblaha                | 760          | 20,2 | Třemešná ve Slezsku–Osoblaha: 14. Dezember 1898   | –                                                               | Třemešná ve Slezsku–Osoblaha    | SŽDC |                                                         |